# Panic Zone
«Panic Zone» — дебютный сингл 1987 года американской хип-хоп группы N.W.A, который впоследствии попал на альбом-компиляцию «N.W.A. and the Posse» который был переиздан Macola Records, тогдашним дистрибьютором лейбла N.W.A, Ruthless Records. Несмотря на независимый выпуск, пластинка получила тираж в 1 000 копий. Над ней работали Eazy-E, Ice Cube и Dr. Dre.
Помимо заглавного трека и «8 Ball», на пластинке был трек «Dope Man», рассказывающий о жизни наркоторговца, который разрушает чужие жизни продавая людям наркотики.
Этот трек так же появился на стороне «Б», в сингле «Boyz-n-the-Hood/Dopeman», который был выпущен в 1989 году после коммерческого успеха альбома Eazy-E, Eazy-Duz-It и первого альбома N.W.A, Straight Outta Compton в который был включён ремикс. Оригинальная версия и ремикс версия появляются на стороне «Б». На другой же стороне находится Boyz-n-the-Hood, ремикс и оригинал.
Песня так же появилась на сборнике The Best of N.W.A. — The Strength of Street Knowledge.

## Список композиций
| № | Название              | Длительность |
| - | --------------------- | ------------ |
| 1 | Panic Zone            | 4:30         |
| 2 | Dope Man (Radio Edit) | 4:42         |
| 3 | 8 Ball (Radio Edit)   | 4:20         |
| 4 | Dope Man              | 6:00         |
| 5 | 8 Ball                | 4:00         |

## Участники
- Eazy-E — Исполнительный продюсер и вокалист («8-Ball» и «Dopeman»)
- Dr.Dre — Продюсер, вокалист («Panic Zone»)
- Ice Cube — Вокалист («Dopeman»)
- MC Ren — Вокалист («8-Ball»)
- Arabian Prince — Вокалист («Panic Zone»)
- Krazy Dee — Вокалист («Panic Zone» и «Dopeman»)